# Lake Trevallyn
Lake Trevallyn är en sjö i Australien. Den ligger i delstaten Tasmanien, i den sydöstra delen av landet, omkring 160 kilometer norr om delstatshuvudstaden Hobart. Lake Trevallyn ligger 161 meter över havet. Arean är 1,5 kvadratkilometer. 
Runt Lake Trevallyn är det i huvudsak tätbebyggt. Runt Lake Trevallyn är det tätbefolkat, med 266 invånare per kvadratkilometer. Genomsnittlig årsnederbörd är 1 078 millimeter. Den regnigaste månaden är augusti, med i genomsnitt 150 mm nederbörd, och den torraste är januari, med 35 mm nederbörd.